# ファンタストクラブ
有限会社ファンタストクラブ（Fantast Club）は、北海道沙流郡日高町字平賀（旧門別町）にある競走馬の育成及び放牧を行う牧場である。社名の由来は馬名のファンタストからである。代表取締役社長は古岡宏仁、場長は後條雄作。過去には競走馬の生産も行われていた。

## 歴史
- 1988年 - 11月、伊達秀和や高松邦男などが中心となって設立。もともとは北英牧場（エルプスなどを生産）があった土地だった。
- 1990年 - 9月、ホワイトストーンがセントライト記念を制して育成馬が重賞競走で初勝利を挙げる。
- 1991年 - 11月、レオダーバンが菊花賞を制して育成馬がGI競走及びクラシック競走初勝利を挙げる。
- 1998年 - 8月、タイキシャトルがジャック・ル・マロワ賞を制して育成馬が海外のG1競走初勝利を挙げる。

## 主な施設
- 厩舎（11棟、272馬房）
- 芝コース 58ha
- ウッドチップ坂路コース 1400メートル（勾配1～5.5パーセント）
- ダート坂路コース 1400メートル（勾配1～5.5パーセント）
- ダートコース 1周900メートル / 幅10メートル
- 屋内ダートコース 1周700メートル / 幅8メートル
- バーク準備運動場 1周300メートル / 幅10メートル
- 屋内角馬場 875平方メートル
- ロンジング馬場 直径17メートル（4カ所）
- ウォーキングマシーン 4基

## 主な施設利用者
- ウインレーシングクラブ
- 大樹レーシングクラブ
- 東京サラブレッドクラブ
- 広尾サラブレッド倶楽部
- 友駿ホースクラブ愛馬会
- ユニオンオーナーズクラブ

## 主な生産馬
- ビクトリーアップ（1998年中山大障害（秋））

## 主な育成馬
- 1987年産馬
  - スプライトパッサー（1992年関屋記念）
  - ホワイトストーン（1990年セントライト記念、1991年産経大阪杯、1993年アメリカジョッキークラブカップ）
- 1988年産馬
  - カリスタグローリ（1991年クリスタルカップ）
  - レオダーバン（1991年菊花賞）
- 1989年産馬
  - インターシュプール（1994年新潟記念）
  - キョウエイボーガン（1992年中日スポーツ賞4歳ステークス、神戸新聞杯）
  - タケノベルベット（1992年エリザベス女王杯、鳴尾記念）
  - チアズアトム（1994年フェブラリーステークス、1995年東海ステークス）
  - マチカネタンホイザ（1993年ダイヤモンドステークス、目黒記念、1995年高松宮杯）
- 1990年産馬
  - アイオーユー（1995年カブトヤマ記念）
  - インターマイウェイ（1995年大阪杯、函館記念）
  - エルウェーウィン（1992年朝日杯3歳ステークス、1996年アルゼンチン共和国杯）
  - クラウンシチー（1996年京王杯オータムハンデキャップ）
  - プレーリークイーン（1996年中山牝馬ステークス）
  - ホクトベガ（1993年フラワーカップ、エリザベス女王杯、1994年札幌記念、1995年エンプレス杯、1996年川崎記念、フェブラリーステークス、ダイオライト記念、群馬記念、帝王賞、エンプレス杯、マイルチャンピオンシップ南部杯、浦和記念、1997年川崎記念）
  - ホマレオーカン（1993年愛知杯）
- 1991年産
  - アドマイヤボサツ（1995年開設記念、東京大賞典、1996年平安ステークス）
  - グルメフロンティア（1998年中山金杯、フェブラリーステークス）
  - シンコウキング（1997年高松宮杯）
  - タイキブリザード（1996年産経大阪杯、1997年京王杯スプリングカップ、安田記念）
- 1992年産馬
  - ゴーゴーナカヤマ（1994年京成杯3歳ステークス）
  - タイキシャーロック（1997年マイルチャンピオンシップ南部杯、1998年エルムステークス、浦和記念）
  - タイキマーシャル（1997年エプソムカップ）
  - メイショウテゾロ（1995年シンザン記念）
  - ユウセンショウ（1996年ダイヤモンドステークス、目黒記念）
- 1993年産馬
  - ストーンステッパー（1996年根岸ステークス、1997年ガーネットステークス）
  - ツクバシンフォニー（1998年エプソムカップ）
  - ロイヤルスズカ（1997年ダービー卿チャレンジトロフィー、1998年スワンステークス）
- 1994年産馬
  - スーパーナカヤマ（1998年ガーネットステークス）
  - タイキエルドラド（1997年アルゼンチン共和国杯）
  - タイキシャトル（1997年ユニコーンステークス、スワンステークス、マイルチャンピオンシップ、スプリンターズステークス、1998年京王杯スプリングカップ、安田記念、ジャック・ル・マロワ賞、マイルチャンピオンシップ）
  - ダイタクヤマト（2000年スプリンターズステークス、スワンステークス、2001年阪急杯）
  - ビーマイナカヤマ（1999年、北海道スプリントカップ、2000年ガーネットステークス、黒船賞、群馬記念、かしわ記念、朱鷺大賞典、2001年ガーネットステークス、とちぎマロニエカップ）
  - ファストフレンド（1999年マリーンカップ、スパーキングレディーカップ、エンプレス杯、クイーン賞、2000年東海ステークス、帝王賞、エンプレス杯、東海菊花賞、東京大賞典）
  - マコトライデン（1998年シリウスステークス）
  - ミヤギロドリゴ（2001年福島記念）
- 1995年産馬
  - ダブリンライオン（1998年アーリントンカップ）
  - ミラクルタイム（1998年毎日杯、京都4歳特別）
  - ロードアックス（1997年ラジオたんぱ杯3歳ステークス）
  - ロードアトラス（1999年京都ハイジャンプ）
  - ロードクロノス（2001年中京記念）
- 1996年産馬
  - アドマイヤコジーン（1998年東京スポーツ杯3歳ステークス、朝日杯3歳ステークス、2002年東京新聞杯、阪急杯、安田記念）
  - サウスヴィグラス（2002年根岸ステークス、黒船賞、北海道スプリントカップ、かきつばた記念、クラスターカップ、2003年根岸ステークス、北海道スプリントカップ、JBCスプリント）
  - シンボリインディ（1999年NHKマイルカップ、2000年京成杯オータムハンデキャップ）
  - タイキダイヤ（1999年クリスタルカップ）
  - タイキトレジャー（2000年函館スプリントステークス）
  - タイキヘラクレス（1999年名古屋優駿、ダービーグランプリ）
  - トウカイポイント（2002年中山記念、マイルチャンピオンシップ）
  - トーホウエンペラー（2001年朱鷺大賞典、東京大賞典、2002年名古屋大賞典、マイルチャンピオンシップ南部杯）
  - ヒゼンホクショー（2002年東京オータムジャンプ）
  - マグナーテン（2001年関屋記念、2002年関屋記念、毎日王冠、2003年アメリカジョッキークラブカップ）
- 1997年産馬
  - ウインブレイズ（2002年カブトヤマ記念、福島記念、2003年鳴尾記念）
  - ウインマーベラス（2003年京都ジャンプステークス、小倉サマージャンプ、阪神ジャンプステークス、京都ハイジャンプ）
  - スイートオーキッド（2000年クリスタルカップ）
  - ゼンノエルシド（2001年京成杯オータムハンデキャップ、マイルチャンピオンシップ）
  - ダイタクリーヴァ（2000年シンザン記念、スプリングステークス、鳴尾記念、2001年京都金杯、2002年京都金杯）
  - トーホウシデン（2003年中山金杯）
  - フューチャサンデー（2000年クイーンカップ）
- 1998年産馬
  - ウインラディウス（2004年東京新聞杯、京王杯スプリングカップ、2005年富士ステークス）
  - シンコウカリド（2001年セントライト記念）
  - ダイヤモンドビコー（2001年ローズステークス、2002年中山牝馬ステークス、府中牝馬ステークス、阪神牝馬ステークス）
  - テイエムオーシャン（2000年阪神3歳牝馬ステークス、2001年チューリップ賞、桜花賞、秋華賞、2002年札幌記念）
  - レディパステル（2001年優駿牝馬、紫苑ステークス、2003年中山牝馬ステークス、府中牝馬ステークス）
  - ロードプリヴェイル（2004年小倉サマージャンプ、阪神ジャンプステークス、京都ハイジャンプ）
- 1999年産馬
  - シンボリクリスエス（2002年青葉賞、神戸新聞杯、天皇賞（秋）、有馬記念、2003年天皇賞（秋）、有馬記念）
  - タイキリオン（2002年ニュージーランドトロフィー）
  - ボールドブライアン（2003年東京新聞杯）
  - マイソールサウンド（2002年中日新聞杯、2003年京都記念、2004年京都金杯、マイラーズカップ、阪神大賞典）
- 2000年産馬
  - ウイングランツ（2005年ダイヤモンドステークス）
  - ウインクリューガー（2003年アーリントンカップ、NHKマイルカップ）
  - ウインジェネラーレ（2004年日経賞）
  - シャコーオープン（2004年船橋記念、東京記念）
  - スズノマーチ（2005年エプソムカップ）
  - ゼンノロブロイ（2003年青葉賞、2004年秋古馬三冠）
  - チアフルスマイル（2006年キーンランドカップ）
- 2001年産馬
  - メイショウオスカル（2004年フローラステークス、2005年福島牝馬ステークス）
- 2002年産馬
  - オースミグラスワン（2006年新潟大賞典、2008年新潟大賞典）
  - ドンクール（2005年兵庫チャンピオンシップ、2006年名古屋大賞典）
- 2003年産馬
  - アサヒライジング（2007年クイーンステークス）
  - ネヴァブション（2007年日経賞、2009年アメリカジョッキークラブカップ）
  - ヤマトマリオン（2006年フローラステークス、2008年東海ステークス、クイーン賞、2009年TCK女王盃）
- 2004年産馬
  - クーヴェルチュール（2007年キーンランドカップ）
- 2005年産馬
  - カジノドライヴ（2008年ピーターパンステークス）
  - サトノプログレス（2008年ニュージーランドトロフィー）
  - エスポワールシチー（2009年かしわ記念、マーチステークス）
- 2007年産馬
  - サンディエゴシチー（2009年札幌2歳ステークス）
  - ダノンシャンティ（2010年NHKマイルカップ、毎日杯）

## 関連人物
- 新谷功一（1994年 - 1996年に勤務[1]。のちに栗東トレーニングセンターの調教師となった。）